# Bremanger
Bremanger is een gemeente in de Noorse provincie Vestland. De gemeente telde 3847 inwoners in januari 2017.  Bij Bremanger horen de volgende dorpen: Ålfoten, Kalvåg, Svelgen, Rugsund, Davik en Berle. Svelgen is het administratieve centrum met circa 1174 inwoners (2006).

## Geboren in Bremanger
- Nikolai Astrup (1880, kunstschilder)

Alver ·  Askvol · Askøy · Aurland · Austevoll · Austrheim · Bergen · Bjørnafjorden · Bremanger · Bømlo · Eidfjord · Etne · Fedje · Fitjar · Fjaler · Gloppen · Gulen · Hyllestad · Høyanger · Kinn · Kvam · Kvinnherad · Luster · Lærdal · Masfjorden · Modalen · Osterøy · Samnanger · Sogndal · Solund · Stad · Stord · Stryn · Sunnfjord · Sveio · Tysnes · Ullensvang · Ulvik · Vaksdal · Vik · Voss · Øygarden · Årdal

Fylker van Noorwegen